# Saha Air
Saha Air (per. هواپیمایی ساها, znane także jako Saha Airlines) – irańskie linie lotnicze z siedzibą w Teheranie. Baza znajduje się w porcie lotniczym Teheran-Mehrabad. 
Obecnie w skład floty wchodzą 2 samoloty Boeing 737-300. Wcześniej flotę uzupełniały maszyny Airbus A300-600 i transportowe Boeing 747-200F i Boeing 747-100SF. 
3 maja 2013 roku wszystkie operacje lotnicze Saha Air zostały zawieszone. Linie wznowiły działalność w 2017 roku. 